# CTSZ
CTSZ (англ. Cathepsin Z) – білок, який кодується однойменним геном, розташованим у людей на короткому плечі 20-ї хромосоми. Довжина поліпептидного ланцюга білка становить 303 амінокислот, а молекулярна маса — 33 868.
| 10         |  | 20         |  | 30         |  | 40         |  | 50         |
| ---------- |  | ---------- |  | ---------- |  | ---------- |  | ---------- |
| MARRGPGWRP |  | LLLLVLLAGA |  | AQGGLYFRRG |  | QTCYRPLRGD |  | GLAPLGRSTY |
| PRPHEYLSPA |  | DLPKSWDWRN |  | VDGVNYASIT |  | RNQHIPQYCG |  | SCWAHASTSA |
| MADRINIKRK |  | GAWPSTLLSV |  | QNVIDCGNAG |  | SCEGGNDLSV |  | WDYAHQHGIP |
| DETCNNYQAK |  | DQECDKFNQC |  | GTCNEFKECH |  | AIRNYTLWRV |  | GDYGSLSGRE |
| KMMAEIYANG |  | PISCGIMATE |  | RLANYTGGIY |  | AEYQDTTYIN |  | HVVSVAGWGI |
| SDGTEYWIVR |  | NSWGEPWGER |  | GWLRIVTSTY |  | KDGKGARYNL |  | AIEEHCTFGD |
| PIV        |  |            |  |            |  |            |  |            |

A: Аланін

C: Цистеїн

D: Аспарагінова кислота

E: Глутамінова кислота

F: Фенілаланін

G: Гліцин

H: Гістидин

I: Ізолейцин

K: Лізин

L: Лейцин

M: Метіонін

N: Аспарагін

P: Пролін

Q: Глутамін

R: Аргінін

S: Серин

T: Треонін

V: Валін

W: Триптофан

Кодований геном білок за функціями належить до гідролаз, протеаз, тіолових протеаз. 
Локалізований у лізосомі.